# 미국의 대통령 배우자

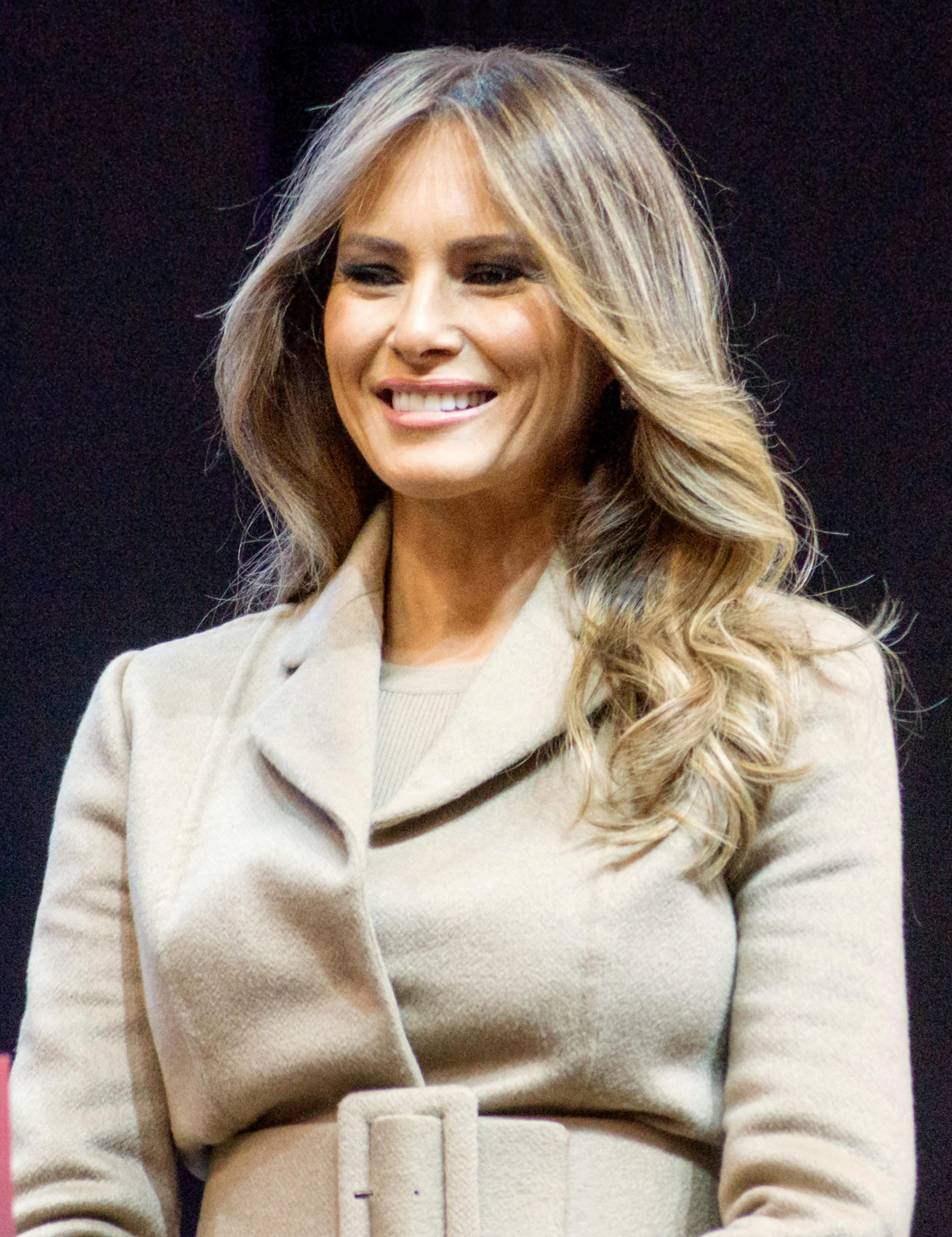
멜라니아 트럼프

미국의 대통령 배우자, 미국의 영부인, 미국의 퍼스트 레이디(First Lady of the United States, FLOTUS)는 일반적으로 미국 대통령의 부인인 백악관 여주인이 대통령 임기와 동시에 갖는 직함이다. 영부인의 역할이 성문화되거나 공식적으로 정의된 적은 없지만 미국의 정치 및 사회 생활에서 중요한 역할을 한다. 20세기 초부터 영부인은 백악관 동쪽 건물에 본부를 두고 있는 영부인 사무실로 알려진 공식 직원의 지원을 받아왔다.
멜라니아 트럼프는 45대 대통령의,47대 대통령의영부인이자 부인이다 도널드 트럼프.
이 직함은 훨씬 나중에야 일반적으로 사용되었지만, 미국 초대 대통령인 조지 워싱턴(1789~1797)의 아내인 마사 워싱턴은 미국의 초대 영부인으로 간주된다. 평생 동안 그녀는 종종 "레이디 워싱턴(Lady Washington)"으로 불렸다.
1900년대 이후 영부인의 역할은 크게 달라졌다. 여기에는 정치 캠페인 참여, 백악관 관리, 사회적 대의의 옹호, 공식 및 기념 행사에서의 대통령 대표 등이 포함된다.
또한 수년에 걸쳐 개별 영부인은 패션에서 정책에 대한 여론, 여성 역량 강화 옹호에 이르기까지 다양한 분야에서 영향력을 행사해 왔다. 역사적으로 대통령이 미혼이거나 홀아비인 경우에는 대개 친척에게 백악관 여주인 역할을 해달라고 요청했다.

## 같이 보기
- 미국의 대통령 배우자 목록
- 샐리 헤밍스